# Mina (kommun)
Mina är en kommun i Mexiko.   Den ligger i delstaten Nuevo León, i den centrala delen av landet, 800 km norr om huvudstaden Mexico City. Antalet invånare är 4 309.
Följande samhällen finns i Mina:
- Mina